# II형 초신성

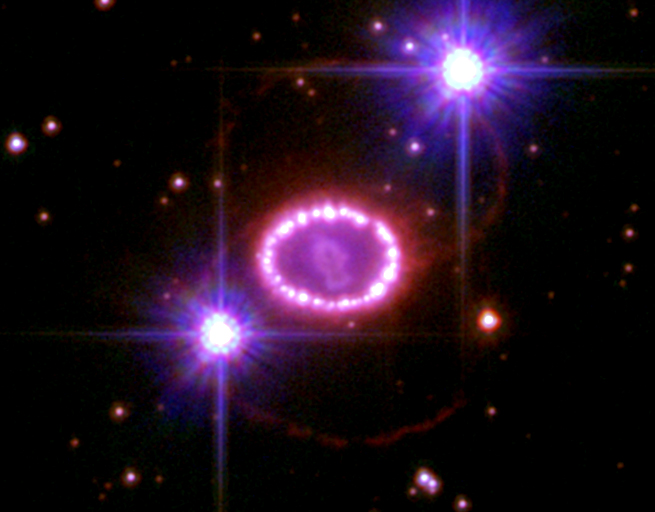
대마젤란운에서 발생한 II-P형 초신성 SN 1987A의 팽창하는 잔해. NASA 사진.

II형 초신성(영어: Type II supernova)은 무거운 별의 급격한 붕괴와 격렬한 폭발의 결과이다. 이와 같은 유형의 폭발을 겪는 별은 태양의 질량보다 최소한 9배 이상, 45배 이하이다. 이러한 유형의 초신성은 스펙트럼 내의 수소의 존재로 인해 다른 유형의 초신성과 구별된다. II형 초신성은 주로 나선은하의 나선팔과 H II 영역에서 관측되며, 타원은하에서는 발견되지 않는다.
별들은 원소의 핵융합을 통해 에너지를 생성한다. 태양과 달리, 무거운 별들은 수소와 헬륨보다 큰 원자량을 가지는 원소를 융합할 수 있을 만큼의 질량을 가지지만 온도와 내부의 압력이 크게 높아지면서 수명이 급격하게 짧아진다. 그러한 원소들의 핵융합 반응에 의해 생성된 에너지 및 전자의 축퇴압은 중력에 대항하여 별을 붕괴로부터 막고 별의 평형을 유지하는 역할을 한다. 별은 수소에서 시작하여 헬륨을 만들고 점차 더 큰 원소를 합성한다. 그러한 주기율표 상에서의 전진은 철과 니켈이 만들어질 때까지 진행된다. 철 또는 니켈의 융합을 통해서는 에너지가 생산되지 않기 때문에 그 이상의 융합이 일어나지 않아 니켈-철로 이루어진 중심핵은 비활성화가 된다. 그에 따라 별의 외향 압력을 작용하도록 하는 에너지 방출이 부족해지면서, 별의 평형은 무너지게 되며 중심핵은 주변의 껍질에 의해 짓눌려 수축하게 된다.
밀집된 비활성 중심핵의 질량이 약 1.4 M☉에 달하는 찬드라세카르 한계에 이르게 되면 전자축퇴가 더 이상 중력에 의한 압축을 대항할 수 없게 된다. 그 결과 중심핵에서 수 초 이내로 격변적인 내파가 일어난다. 중심핵 안쪽이 내파되어 안쪽으로부터 지지를 받을 수 없게 된 중심핵 바깥쪽은 중력에 의해 안쪽으로 붕괴하여 광속의 23%에 이를 만큼 가속된다. 갑작스러운 압축으로 중심핵 안쪽은 1,000억 켈빈까지 가열된다. 10초 동안의 폭발로 역베타붕괴를 통해 중성자와 중성미자가 형성되며 약 1046 줄(100 포에)의 에너지가 방출된다. 중심핵 안쪽의 붕괴는 중성자축퇴에 의해 멈추게 되면서 그 반동으로 내파가 외부로 튀게 된다. 여기서 이 팽창 충격파에 의한 에너지는 중심핵을 덮고 있는 껍질을 그에 대한 탈출 속도로 가속하여 날려버리기에 충분하여 초신성 폭발을 일으킨다. 충격파와 극단적으로 높은 온도 및 압력은 빠르게 소강되지만 철보다 무거운 원소의 합성이 이루어질 만큼의 시간은 존재한다. 중심핵의 잔해는 별의 초기 크기에 따라서 중성자별이나 블랙홀을 형성하게 된다. 이런 유형의 초신성은 그 근본적인 기작으로 때문에 중심핵붕괴 초신성(core-collapse supernova)으로 표현되기도 한다.
II형 초신성 폭발은 폭발 이후 시간에 따른 광도의 변화를 보여주는 광도 곡선에 따라 세부적으로 분류된다. II-L형 초신성은 폭발 후 광도 곡선에서 일정한(선형적인) 감소를 보여주는데, 그에 비해 II-P형 초신성은 일반 붕괴 이후 완만 평탄한(플래토적) 감소를 보여준다. Ib형 및 Ic형 초신성은 수소와 (Ic형의 경우)헬륨으로 이루어진 외피층을 날려버린 무거운 별이 일으키는 중심핵붕괴 초신성이다. 이들이 폭발한 결과, 초신성에는 외피층 원소의 스펙트럼이 나타나지 않는다.

## 형성

중심핵붕괴를 일으키기 직전의 무겁고 진화한 별의 양파와 같은 층상 구조를 대략적으로 표현한 그림.

태양보다 훨씬 무거운 별은 좀 더 복잡한 방식으로 진화한다. 별의 중심핵에서 수소가 헬륨으로 융합되면 열에너지가 방출되어 별의 중심핵을 가열하며 외향 압력을 가하여 별의 껍질을 붕괴로부터 지지함으로써 정유체역학적 평형 상태에 있게 만든다. 이 때 중심핵에서 만들어진 헬륨은 중심핵의 온도가 헬륨을 융합할 수 있을 만큼 뜨겁지 않기 때문에 축적되기만 한다. 이후에 중심핵에서 수소가 고갈됨으로써 핵융합이 더뎌지고 중력에 의해 중심핵이 수축하게 된다. 이 수축으로로 온도가 증가하여 헬륨 핵융합이 개시된다. 이 단계의 지속 시간은 별의 수명의 10% 미만으로 수소를 융합할 때보다 짧다. 8 태양질량 미만의 별에서는 헬륨 핵융합에 의해 만들어진 탄소는 융합될 수 없기 때문에 별은 서서히 식어가면서 백색왜성이 된다. 백색왜성이 만약 가까운 짝별을 가지고 있다면 Ia형 초신성이 될 수 있다.
이보다 훨씬 큰 별은 헬륨연소 단계의 종점에서 좀 더 수축하여 중심핵에서 탄소의 융합에 필요한 만큼의 온도와 압력의 환경을 만들 정도로 무겁다. 이러한 무거운 별의 중심핵은 중심으로 들어갈수록 점점 더 무거운 원자핵들로 이루어지는 양파와 같은 층상 구조를 가지게 되는데, 최외곽층에는 수소 기체로 채워져 있고, 최외곽층에 둘러싸인 층은 수소를 헬륨으로 융합하고 있으며 그 아래층에는 삼중알파과정을 통한 헬륨에서 탄소로의 융합, 그 아래에는 더 무거운 원소들이 차례차례 융합되는 구조이다. 무거운 별은 진화함으로써 중심핵에서의 핵융합이 멈춰서 중심핵이 수축하여 중심핵 내부의 온도와 압력을 높여 붕괴를 저지할 수 있도록 다음 단계의 핵융합을 개시하는 과정을 반복한다.
| 과정         | 주요 연료 | 주요 산물          | 25 M☉ 별[5] | 25 M☉ 별[5]  | 25 M☉ 별[5] |
| 과정         | 주요 연료 | 주요 산물          | 온도 (켈빈) | 밀도 (g/cm3) | 기간        |
| ------------ | --------- | ------------------ | ----------- | ------------ | ----------- |
| 수소 연소    | 수소      | 헬륨               | 7×107       | 10           | 107 년      |
| 삼중알파과정 | 헬륨      | 탄소, 산소         | 2×108       | 2000         | 106 년      |
| 탄소 연소    | 탄소      | Ne, Na, Mg, Al     | 8×108       | 106          | 103 년      |
| 네온 연소    | 네온      | O, Mg              | 1.6×109     | 107          | 3 년        |
| 산소 연소    | 산소      | Si, S, Ar, Ca      | 1.8×109     | 107          | 0.3 년      |
| 규소 연소    | 규소      | 니켈 (철으로 붕괴) | 2.5×109     | 108          | 5 일        |

## 중심핵붕괴
이 과정을 제한하는 요인으로는 핵융합을 통해 방출되는 에너지의 양이 있는데, 이것은 원자핵 서로를 속박하는 속박에너지를 통해 결정된다. 각 핵융합 절차를 통해 점점 더 무거운 원자핵이 만들어지고, 그것을 합성할 때 점차 더 적은 에너지가 방출된다. 덧붙여서 탄소연소 이후에는 중성미자 생성을 통한 에너지 손실이 더욱 막대해진다. 이 때문에 반응률은 중성미자 생성이 일어나지 않는 경우보다 더 높아진다. 이것은 니켈-56이 만들어질 때까지 계속된다. 니켈-56은 붕괴하여 코발트-56이 되며 수 개월 후 최종적으로 철-56이 된다. 철과 니켈은 모든 원소 중에서 가장 높은 핵자당 속박에너지를 가지고 있는데, 때문에 중심핵에서 이들의 핵융합을 통해 에너지가 생성될 수 없다. 그리하여 니켈-철 중심핵이 성장하게 된다. 이 중심핵은 중력에 의해 막대한 짓눌림 압력을 받고 있다. 붕괴를 저지하기 위해 별의 온도를 높이기 위한 핵융합 반응이 일어나지 않기 때문에 중심핵은 오로지 전자의 축퇴압력에 의해서만 지지된다. 이 상태에서 물질은 매우 밀도가 높기 때문에 전자가 동일한 에너지 준위를 차지할 수 없어 더욱 압축할 수가 없다. 그러나 이는 전자와 같은 이상적인 페르미 입자에 대해서만 금지된 것인데, 이 현상을 파울리의 배타 원리라고 부른다.
중심핵의 질량이 약 1.4 M☉에 달하는 찬드라세카르 한계를 넘어설 때, 축퇴압은 더 이상 중심핵을 지지하지 못하여 파국적인 붕괴가 뒤따르게 된다. 중심핵의 바깥 부분이 별의 중심으로 무너져 내림으로써 그 속도는 70,000 km/s(광속의 23%)까지 이르게 된다. 급격하게 가라 앉는 중심핵은 가열되어 고에너지 감마선을 생성하는데, 이 감마선으로 인해 철원자핵이 광붕괴를 통해 헬륨과 자유 중성자로 분해된다. 별의 밀도가 증가함으로써 역베타붕괴를 통해 전자와 양성자를 합성할 수 있을 만큼 들뜨게 되어 중성자와 중성미자라고 불리는 기본입자를 형성하게 된다. 중성미자는 다른 평범한 물질과 극히 드물게 상호작용하기 때문에 중심핵으로부터 탈출한다. 그리고 그 에너지를 외부로 운반하면서 붕괴를 더욱 가속화시킨다. 이는 밀리초 단위의 시간 동안에 일어나는 일이다. 중심핵이 별의 외피층으로부터 분리되면서 그러한 중성미자들 일부는 별의 외피층에 흡수되어 초신성 폭발이 시작된다.
II형 초신성에 대해, 붕괴는 결국 서로 가까이 마주하게 된 중성자 사이에 작용하는 강한핵력과 중성자 축퇴압에 의한 배척 상호작용으로 저지된다. 이 때 밀도는 원자핵의 밀도와 맞먹는다. 붕괴가 멈추게 되면 낙하하는 물질들은 반발하게 되어 충격파를 형성하여 외부로 전파한다. 이 충격파로 인한 에너지는 중심핵의 중원소와 별개이다. 중원소는 충격파의 에너지를 줄여 중심핵 바깥쪽 내의 폭발을 멎게 만들 수도 있다.
중심핵의 붕괴 단계는 매우 밀도 높고 격렬하기 때문에 중성미자만이 그곳을 탈출할 수 있다. 전자포획으로 양성자와 전자가 결합하여 중성자가 형성될 때, 전자중성미자도 형성된다. 일반적인 II형 초신성에서 새로 형성된 중성자 중심핵은 초기 온도가 약 1,000억 켈빈에 이르는데, 이는 태양의 중심핵의 104 배에 이르는 것이다. 안정적인 중성자별을 형성하기 위해 그러한 엄청난 열에너지는 반드시 방출되어야 한다. 그렇지 않으면 중성자가 "증발하게" 된다. 열방출은 더 많은 중성미자의 방출로 해결된다. 이 "열적" 중성미자들은 모든 종류의 맛깔의 중성미자-반중성미자 쌍을 형성하며, 전자포획에 의해 발생된 중성미자의 수의 수 배에 달한다. 두 중성미자의 생성 기작은 붕괴로 인한 중력 위치 에너지가 약 1046 줄(100 포에)에 달하는 에너지를 방출하는 십 초간의 중성미자 폭발로 변환된다는 것이다.
뚜렷하게 밝혀지진 않았지만 그 과정을 통해, 총 방출 에너지의 1%, 또는 1044 줄(1 포에)에 해당하는 에너지가 멎은 충격파에 의해 다시 흡수되어 초신성 폭발을 일으킨다. 초신성에 의해 생성된 중성미자들이 초신성 1987A의 경우에서 관측되어 천체물리학자들에게 중심핵붕괴에 관한 그들의 생각이 근본적으로 맞다는 결론을 내리는 데 도움을 주었다. 물 기반의 가미오칸데 II 및 IMB 기구가 열적 기원을 갖는 반중성미자를 감지하기도 한 반면, 갈륨-71 기반의 박산 기구는 열 또는 전자포획 기원의 중성미자(렙톤 수 = 1) 둘 중 하나를 감지하였다.

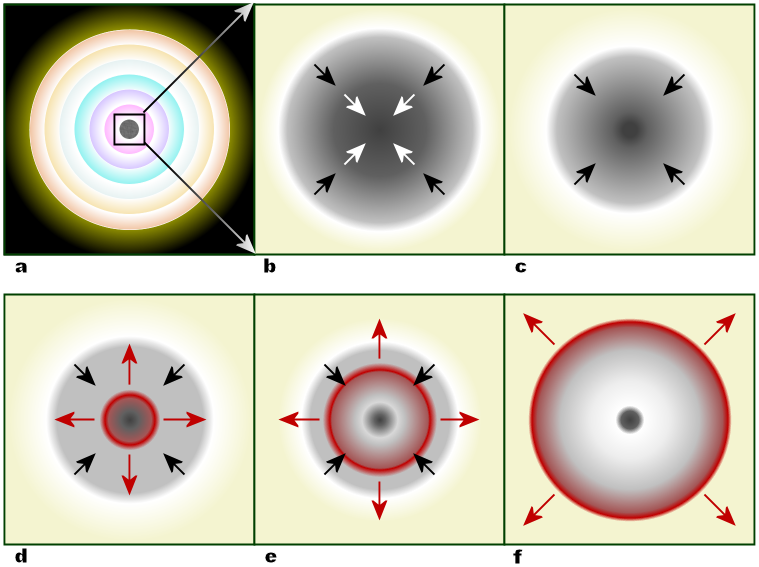
무겁고 진화한 별에서, (a) 각각 단일 원소로 이루어진 양파 구조의 껍질에서 핵융합이 발생하여 니켈-철 중심핵을 형성한다. (b) 중심핵이 찬드라세카르 질량에 이르게 되면 붕괴가 시작된다. 중심핵의 안쪽 부분은 압축되어 중성자가 되며 (c) 그 위에서 떨어지는 물질들을 튕겨나가게 만든다. (d) 그리고 바깥으로 충격파(적색)가 전파된다. 충격파가 멎기 시작하지만 (e) 중성미자의 상호작용으로 다시 활기를 띠게 되어 주변 물질이 폭발로 날아가버린다. (f) 그 자리에는 축퇴된 잔해만이 남게 된다.

원형별의 질량이 약 20 M☉ 미만일 때 폭발의 세기와 중심으로 낙하하는 물질의 양에 따라 축퇴된 중심핵의 잔해는 중성자별이 된다. 20 M☉ 이상인 경우에서 잔해는 붕괴하여 블랙홀이 된다. 이 유형의 중심핵붕괴 시나리오에 대한 이론적인 상한 질량은 약 40~50 M☉이다. 초신성 붕괴 모형에서의 불확실성으로 그러한 한계의 계산이 불확실하긴 하지만, 상한 질량을 초과하는 별은 초신성 폭발 과정 없이 블랙홀로 곧바로 붕괴할 것으로 추정된다.

## 이론 모형
입자물리학의 표준모형은 모든 물질을 구성하는 기본입자 사이의 네 가지 기본 상호작용 중 세가지를 기술하는 이론이다. 이 이론을 통해 어떻게 입자가 다양한 조건 하에서 상호작용할 것인지 예측할 수 있다. 초신성 속에서 입자당 에너지는 보통 일에서 백오십 피코줄(수십에서 수백 MeV)이다. 초신성에 포함된 입자당 에너지는 입자물리학의 표준모형에서의 예측이 들어맞을 수 있을 만큼 충분히 작지만 높은 밀도로 인해 표준모형에 대한 정정이 요구된다. 특히 땅속의 입자가속기는 초신성에서 발견되는 것보다 훨씬 높은 에너지의 입자 상호작용을 만들어낼 수 있는데, 이러한 실험은 개개의 입자와 상호작용 하는 개개의 입자를 통해 이루어진 것이긴 하지만 초신성에서 높은 밀도가 만들어 내는 특별한 효과를 만들 수 있을 것으로 추정된다. 초신성에서 중성미자와 다른 입자 사이의 상호작용은 상세히 밝혀진 약한 핵력으로 발생한다. 하지만 강한 핵력을 포함하는 양성자와 중성자 사이의 상호작용은 잘 밝혀지지 않았다.
II형 초신성에서 해결되지 않은 주요 문제는 중성미자의 폭발이 어떻게 별의 나머지 부분에 에너지로 변환되어 별의 폭발을 야기하는 충격파를 형성하는 것인지 모른다는 것이다. 위의 논의로부터 폭발을 일으키기 위해서 변환되는 에너지는 전체 에너지의 약 1 퍼센트 만이 요구되며, 입자의 상호작용을 고려하면 더 쉽게 이해되긴 하겠지만 그 1 퍼센트의 변환의 발생을 입증하는 것이란 매우 어려운 일이다. 1990년대에, 어떤 모형에서는 대류전도(convective overturn)를 포함하여 별의 내부에서, 아래에서 방출되는 중성미자 또는 위에서 떨어지는 물질 둘 중 하나의 대류로 원형별의 붕괴 과정의 완성을 주장하기도 하였다. 이러한 폭발 속에서 철보다 무거운 원소가 중성자의 포획을 통해 형성되어 중성미자의 압력으로 인해 "중성미자권"(neutrinosphere)의 경계선으로 밀려나 원형별을 구성하던 물질보다 더 무거운 원소들이 풍부하게 들어 있는 기체 및 티끌로 이루어진 구름과 함께 주변 공간으로 흩뿌려 진다.
표준모형을 통해 잘 모형화 된 중성미자 물리학은 이 과정을 이해하기 위해 중요한 학문이다. 다른 중요한 연구의 장으로는 죽어가는 별을 구성하는 플라스마에 대한 유체역학이 있는데, 이를 통해 플라스마가 중심핵붕괴가 일어나는 동안 어떻게 행동하는지, 그리고 그 때 어떻게 "충격파"가 형성되며 그것이 어떻게 "멎고"(stall) 다시 재전파되는 건지 알 수 있다.
사실 일부 이론 모형에서는 멎은 충격파에서 "고정 강착 충격 불안정성"(Standing Accretion Shock Instability, SASI)이라는 유체역학적 불안정성을 포함하기도 한다. 이 불안정성은 멎은 충격파를 진동하여 변형시키는 비구형 섭동의 결과로 발생하는 것이다. SASI는 보통 컴퓨터 시뮬레이션에서 멎은 충격파에 다시 활력을 불어넣기 위해 중성미자 이론과 동시에 사용된다.
컴퓨터 모형들은 충격파가 발생하였을 때 II형 초신성의 양상을 계산하는 데 성공적이었다. 폭발의 첫 둘을 무시하고 폭발이 시작된다고 가정하면, 천체물리학자들은 초신성에 의해 만들어지는 원소에 대한 상세한 예측과 초신성의 광도 곡선을 예측할 수 있다.

## II-L형 및 II-P형 초신성의 광도 곡선

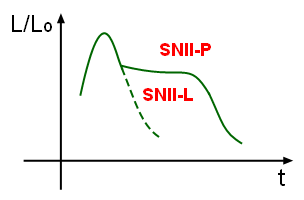
II-L형 및 II-P형에 대한 광도 곡선의 특징적인 형태를 보여주는 그래프

II형 초신성의 스펙트럼은 일반적으로 발머 계열의 흡수선을 보여준다. 이러한 흡수선의 존재로 II형 초신성은 I형 초신성과 구별된다.
II형 초신성의 광도를 시간에 따라 그래프를 작성하면 곡선이 최대 밝기(peak brightness)까지 상승한 뒤 이후 쭉 감소하는 형태가 나타난다. 이러한 광도 곡선은 평균 단위 일당 약 0.008 등급씩 붕괴(감소)하는데, 이는 Ia형 초신성의 붕괴율(decay rate)보다 훨씬 낮다. II형 초신성은 광도 곡선의 형태에 따라 두 유형으로 세분화 된다. II-L형 초신성에 대한 광도 곡선은 최대 밝기 이후 일정한(선형적인) 감소를 보이는데 비해, II-P형 초신성에 대한 광도 곡선은 완만하여 비교적 평탄한(플래토적) 감소를 보여 이 부분에서 좀 더 느린 광도 붕괴율을 보인다. 총 광도 붕괴율은 II-P형이 단위 일당 0.0075 등급으로, 단위 일당 0.012 등급인 II-L형의 경우에 비해 낮다.
두 유형의 초신성에서 광도 곡선의 형태의 차이가 나는 이유는 II-L형 초신성의 경우 원형별의 수소 껍질의 대부분이 방출되었기 때문으로 추정된다. II-P형 초신성의 플래토적 형태는 외피층의 불투명도의 변화 때문이다. 충격파는 별의 외피층의 수소 원자의 전자를 떼내어 수소를 이온화시킨다. 그 결과 불투명도가 크게 증가하게 된다. 이것은 폭발의 안쪽으로부터 탈출하는 광자의 진행을 막는다. 수소가 재결합을 할 수 있을 정도로 냉각되면 외피층이 투명해지게 된다.

## IIn형 초신성
"n"은 좁다는 것을 의미한다. 이 유형의 초신성은 스펙트럼에서 중간 정도이거나 매우 좁은 폭의 수소 방출선을 보여준다. 중간 정도의 폭을 가지는 경우는 폭발로 방출된 물질이 별 주변의 기체, 즉 별 주위 물질과 강하게 상호작용하고 있는 경우이다. 관측적 특징들을 설명하기 위해 요구되는 별 주위 물질의 밀도의 추정치는 표준 항성 진화 이론으로부터 예측되는 것보다 훨씬 높다. 이에 대해서는 높은 별 주위 물질의 밀도는 SN IIn의 원형별의 큰 질량손실률에 기인했다는 것으로 가정하는 것이 일반적이다. 추정되는 질량손실률은 보통 10-3 M☉ yr-1보다 크다. 여기에는 이들이 발광청색변광성과 같이 폭발 전에 큰 질량 손실을 보이는 별과 유사한 별에서 기원한다는 증거가 있다. IIn형 초신성의 예로 SN 1998S와 SN 2005gl이 가장 유명하다. 극단적으로 강렬한 초신성인 SN 2006gy 역시 이것의 또다른 예이다.

## IIb형 초신성
IIb형 초신성은 초기 스펙트럼에서 약한 수소선을 가진다. 이것이 IIb형 초신성이 II형 초신성으로 분류되는 이유이기도 하다. 하지만 이후에 수소 방출은 감지할 수 없어진다. 그리고 광도 곡선에는 두번째 최대점이 나타나는데, 이 때의 스펙트럼은 Ib형 초신성과 매우 유사하다. 이에 대해서는 거성이었던 원형별이 쌍성계에서 짝별과의 상호작용으로 거의 대부분이 헬륨으로 이루어진 중심핵을 남기고 수소 외피층의 대부분을 손실하였기 때문일 것이다. IIb형의 방출물이 팽창함으로써 수소층이 빠르게 투명해지고 더 깊은 곳의 층이 드러나게 된다. IIb형 초신성의 고전적인 예로는 초신성 1993J가 있으며, 다른 예로는 카시오페이아자리 A가 있다. IIb형은 1987년에 엔스맨 및 우슬리에 의해 이론적 개념으로 처음 소개되었다.

## 극초신성(붕괴성)
극초신성은 일반적인 초신성보다 훨씬 더 밝고 강렬한 희귀한 유형의 초신성이다. 그 예로는 초신성 1997ef(Ic형)와 초신성 1997cy(IIn형)이 있다. 극초신성은 한가지 원인보다는 여러 원인에 의해 발생하는데, 중성자별이 된 중심핵에 물질이 낙하하여 블랙홀이 형성되는 동안 발생하는 상대론적 제트가 초신성의 원인이 되는 붕괴성(collapsar) 모형과 별 주위 물질(circumstellar material)로 이루어진 고밀도 껍질과의 상호작용이 원인인 CSM 모형, 매우 무거운 별이 일으키는 쌍불안정성 초신성, 그리고 이론적이지만 쌍성이나 쿼크별 모형이 있다.
초기 질량이 태양의 25 배에서 90 배 사이인 별들은 일부 물질이 중성자별로 된 중심핵으로 되떨어지면서 블랙홀을 형성하여 초신성 폭발을 일으킬 수 있을 만큼 충분히 큰 중심핵을 발달시킨다. 많은 경우에서 이것은 초신성의 광도를 감소시키며, 90 M☉ 이상인 경우 별은 초신성 폭발 없이 블랙홀로 곧장 붕괴한다. 하지만 원형별이 충분히 빠르게 회전한다면 낙하하는 물질들이 상대론적 제트를 일으켜 원래 폭발보다 훨씬 많은 에너지를 방출할 수 있다. 심지어 이를 빔이 조준하는 방향에서 보면 훨씬 더 밝은 천체처럼 보이기도 한다. 모든 초신성이 그런 것은 아니지만 일부 경우에서 이것은 감마선 폭발을 일으키기도 한다.
일부 경우에서 II형 초신성이 발광청색변광성에 의해 방출된 것으로 추정되는 고밀도 물질로 이루어진 구름에 별이 둘러싸여 있을 때 발생할 수 있다. 이 물질은 폭발에 의해 충격을 받게 되며 일반적인 초신성보다 더욱 밝아지게 된다. 가장 밝은 것은 극초신성이 될 만큼 IIn형 초신성에 대해 광도 범위는 다양할 것으로 추정된다.
쌍불안정성 초신성은 극단적으로 무거운 별의 산소로 이루어진 중심핵에서 감마선이 자발적으로 전자-양전자 쌍을 형성할 수 있을 만큼 뜨거울 때 발생한다. 이 쌍생성은 중심핵을 붕괴하도록 만드는데, 철의 중심핵의 붕괴가 더 무거운 원소로의 흡열 핵융합을 야기하는 데 비해 산소 중심핵의 붕괴는 폭주적 발열 핵융합을 일으켜 별을 완전히 날려버린다. 방출되는 총 에너지는 초기 질량에 따라 달라지며, 중심핵의 대부분이 56Ni로 변환되어 방출되어 수 개월 동안 초신성의 동력원이 된다. 쌍불안정성 초신성을 일으키기 위한 하한질량은 140 M☉으로 초신성의 수명은 일반적인 초신성에 비해 길다. 상한질량은 250 M☉으로 이 초신성은 극도로 밝고 수명이 매우 긴 극초신성이다. 더욱 무거운 별은 광붕괴에 의해 끝을 맞이한다. 매우 낮은 중원소함량을 가진 항성종족 III형 별들만이 이 단계에 이르게 된다. 더 무거운 원소를 가진 별은 더욱 불투명해지면서 충분히 작아질 때까지 외피층을 방출하여 일반적인 Ib/c형 초신성 폭발을 맞이한다. 우리 은하에도 오래된 낮은 중원소함량 별들이 병합하여 쌍불안정성 초신성을 일으킬 수 있는 무거운 별을 형성할 수 있을 것으로 추정된다.

## 같이 보기
- 초신성 관측의 역사
- 초신성 핵합성
- 초신성잔해